# Illa de Coats
L'Illa de Coats (en Inuktitut: Akpatordjuark, en anglès Coats Island) és una illa que es troba al nord de la Badia de Hudson a la regió de Kivalliq, dins el territori autònom de Nunavut, al Canadà.

## Geografia
Amb una superfície de 5.498 km² és la 107a del món i la 24a del Canadà. En no existir població, estable actualment, és l'illa deshabitada més gran de l'hemisferi nord al sud del cercle polar àrtic.
L'illa de Coats té uns 130 km de llarg per 72 d'ample, sent bàsicament plana, ja que menys d'un 5% de l'illa supera els 100 metres sobre el nivell del mar. El seu punt culminant es troba al nord, entre el Cap Pembroke i el Cap Prefontaine i fa 182 mtres.

## Història

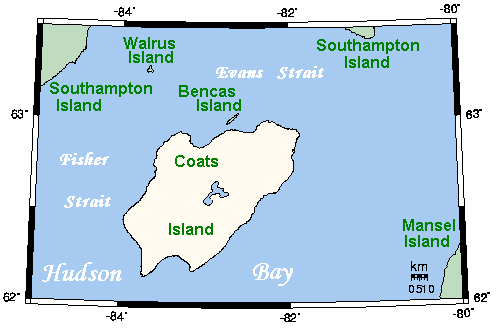
Illa de Coats

L'illa va ser avistada el 1612 per Thomas Button i fou estudiada més en profunditat l'any següent. Van rebre el nom per William Coats, un capità de la Companyia de la Badia de Hudson que visità la zona periòdicament entre 1727 i 1751.
El 1824, l'HMS Griper, comandada pel capità George Francis Lyon, ancorà davant el Cap Pembroke de l'Illa de Coats. Els baleners van descobrir un grup d'"esquimals" que parlaven un "dialecte estrany" i van ser anomenats Sadlermiut. Des de llavors els Sadlermiut, representants de la Cultura Dorset, van mantenir el contacte amb els occidentals. Amb tot, com d'altres aborígens d'Amèrica del Nord, els Sadlermiut sovint eren susceptibles de les malalties occidentals.
La zona fou confirmada com una illa pels baleners estatunidencs, que començaren a visitar la zona durant la dècada de 1860. El 1896 sols quedaven a l'illa 70 Sadlermiut. Per la tardor de 1902 el balener britànic Active va fondejar a la zona del Cap Low, a l'illa Southampton. Alguns dels Sadlermiut van contraure una malaltia, possiblement la grip, la febre tifoide o el tifus, procedent d'un mariner del vaixell, que ràpidament es va estrendre entre ells,. provocant la mort de tots ells.
La Companyia de la Badia de Hudson es mantingué a l'illa des d'agost de 1920 fins a agost de 1924, i algunes famílies inuit, portades des de l'illa de Baffin en vaixell, visqueren a l'illa durant aquest període. Tancada la depèndencia comercial, l'illa tornà a quedar deshabitada.

## Naturalesa
Des de 1920 l'illa és una reserva de rens. Després que els caribús s'extingissin a la propera Illa Southampton, els de l'illa de Coats es va utilitzar per restablir els de Southampton. També és coneguda l'illa per la seva població d'Uria lomvia. Hi ha colònies de 30.000 ocells als penyasegats rocosos de l'extrem nord. També hi ha importants concentracions de morses a la base dels penya-segats o en illots de l'extrem nord de l'illa.